# Yuki Okubo
Yuki Okubo (Chiba, 17 april 1984) is een Japans voetballer.

## Carrière
Yuki Okubo speelde tussen 2003 en 2011 voor Sanfrecce Hiroshima, Kyoto Sanga FC en Tochigi SC. Hij tekende in 2012 bij Tokushima Vortis.